# Gara Shelford
Gara Shelford este o gară aflată pe Magistrala West Anglia care deservește satele Great Shelford, Little Shelford și Stapleford din Cambridgeshire, Anglia. Se află la 84,4 km de gara Londra Liverpool Street și este situată între Whittlesford Parkway și Cambridge. Codul gării este SED.
Greater Anglia administrează această gară și operează toate trenurile care opresc aici.

## Istorie
Gara a fost deschisă de Eastern Counties Railway în 1845 și mai târziu a devenit un nod o dată cu deschiderea liniei Stour Valley din Haverhill pe 1 iunie 1865. Finalizarea liniei spre Sudbury câteva luni mai târziu a creat o legătură spre Colchester pe Magistrala Great Eastern. Această legătură a fost folosită de trenuri estivale între Clacton-on-Sea și West Midlands și East Midlands în perioada LNER și British Rail, dar a fost închisă traficului pe 6 martie 1967 ca urmare a Planului Beeching.
Eminentul regizor de teatru Sir Peter Hall a trăit aici în copilărie, atunci când tatăl său, Reginald Hall, era șef de gară.

## Servicii
În timpul orelor de vârf, un tren oprește la fiecare jumătate de oră în fiecare direcție. În afara orelor de vârf, trenurile opresc o dată pe oră în fiecare direcție.